# Seznam nemških biologov
Seznam nemških biologov.

## A
- Franz Carl Achard

## B
- Anton de Bary
- Alfred Brehm

## C
- Carl Chun
- Carl Correns
- Hans Gerhard Creutzfeldt

## E
- Norbert Elsner

## D
- Manfred Döberl (1933–2016), entomolog
- Hans Driesch (1867–1941), tudi filozof

## F
- Karl von Frisch (avstrij.-nem.)

## G
- Bernhard Grzimek

## H
- Wilhelm Haacke
- Ernst Haeckel
- Viktor Hamburger (1900–2001)
- Hermann von Helmholtz ?
- Richard Hertwig
- Regine Hildebrandt (née Radischewski) (1941–2001)
- Wilhelm Hofmeister
- David Heinrich Hoppe

## J
- Alfons Maria Jakob

## K
- Carl Friedrich Kielmeyer
- Georges J. F. Köhler

## L
- Paul Langerhans

## M
- Hubert Markl (1938–2015)
- Rudolf Martin (antropolog)
- Irina Meln
- Erna Mohr (1894–1968)
- Hans Mohr (1930–2016)

## N
- Johann Friedrich Naumann (ornitolog)
- Erwin Neher (*1944) (biofizik)
- Jürgen Nicolai
- Christiane Nüsslein-Volhard

## R
- Michael Rossmann (nem.-amer.)
- Gerhard Roth

## S
- Matthias Jakob Schleiden
- Oskar Schmidt
- Georg Steller

## T
- Johann Daniel Titius
- Gottfried Reinhold Treviranus

## U
- Jakob Johann von Uexküll

## V
- Rudolf Virchow

## W
- Otto Heinrich Warburg
- August Weismann
- Maximilian zu Wied-Neuwied